# آي فلمز ميديا
أي فيلمز ميديا جروب شركة للإنتاج التلفزيوني تأسست في العاصمة المصرية القاهرة في العام 2009، حيث تخصصت في إنتاج الأفلام الوثائقية والبرامج التلفزيونية ولها إنتاجات متنوعة أخرى.
قدمت الشركة عددًا كبيرًا من البرامج التليفزيونية والأفلام الوثائقية والتقارير الإخبارية التي عرضت على الشاشات العربية كشبكة ART وشبكة الجزيرة وشبكة القنوات المتخصصة المصرية، وشبكة تليفزيون الحياة وبرس تي في وغيرها من القنوات المحلية والعالمية.
وسعت الشركة من نطاق خدماتها فأدارت الحملات الإعلانية وأنتجت الأفلام الدعائية حيث قدمت خدماتها للوكالات الإعلانية الكبرى، وكذلك الوزارات والهيئات الأحزاب والشركات المحلية والعالمية التي خططت لها الشركة حملاتها الدعائية ونفذتها.
مع مطلع العام 2014 انتقل مقر الشركة الرئيسي إلي الجمهورية التركية ليصبح العمل تحت اسم الشركة الجديد iFG Media Group وليبدأ انطلاق أعمال الشركة في المملكة العربية السعودية، كما توجت الشركة شراكتها في تركيا مع وكالة Arter أحد أكبر الوكالات الإعلانية في تركيا.

## إنتاج الأفلام الوثائقية
- 2009: فيلم متى المسكين
- 2009: فيلم على اسم مصر صلاح جاهين
- 2010: فيلم مصطفى محمود «العالم والإيمان» قناة الجزيرة الوثائقية
- 2010: فيلم صناعة الانتخابات قناة الجزيرة الوثائقية
- 2010: فيلم تليفزيون الحارة قناة الجزيرة الإخبارية تحت المجهر
- 2010: فيلم تحت السحابة السوداء قناة الجزيرة الإخبارية تحت المجهر
- 2010: فيلم مشمش أفندي على قناة الجزيرة الوثائقية
- 2011: فيلم الليبرالية حدوته مصرية مؤسسة فريدريش ناومان
- 2010: فيلم ليلة فرح على قناة الجزيرة الوثائقية
- 2010: فيلم طرب شعبي على قناة الجزيرة الوثائقية
- 2010: فيلم الطريق إلي كيلي على قناة الجزيرة الوثائقية
- 2011: فيلم يوم بطعم الفرح قناة الجزيرة الوثائقية
- 2012: فيلم بين دجلة والنيل قناة الجزيرة الإخبارية تحت المجهر
- 2012: فيلم رحلة إلي خط عرض 22 «حلايب وشلاتين» قناة الجزيرة الوثائقية
- 2012: فيلم غير مصنف على قناة الجزيرة الوثائقية
- 2013: فيلم ليبيا الأثار المنسية على قناة الجزيرة الوثائقية
- 2013: فيلم التبو على قناة الجزيرة الوثائقية
- 2013: فيلم الساخر الساخر قصة حياة الراحل جلال عامر - لم يعرض
- 2015: فيلم الإشارة صفراء على قناة الجزيرة الوثائقية
- 2015: فيلم هنا اليمن على قناة الجزيرة الإخبارية برنامج تحت المجهر- لم يعرض
- 2015: فيلم لقمة عيش على قناة الجزيرة الإخبارية برنامج تحت المجهر
- 2015: فيلم الدرج المفتوح على قناة الجزيرة الإخبارية برنامج تحت المجهر
- 2016: فيلم الجواز البديل على قناة الجزيرة الإخبارية برنامج تحت المجهر على قناة الجزيرة الوثائقية
- 2016: فيلم الصومال القصة المنسية «جزئين» على قناة الجزيرة الإخبارية برنامج تحت المجهر

## إنتاج السلاسل الوثائقية
| - 2011: سلسلة في إنتظار رمضان على (5 أفلام نصف ساعة تليفزيونية) قناة الجزيرة الوثائقية - 2012: سلسلة المسرح العربي (13 ساعة تليفزيونية) قناة الجزيرة الوثائقية |

## إنتاج البرامج التلفزيونية
- 2009 : الآن برنامج زمام المبادرة قناة الجزيرة الإخبارية
- 2009 : 2012 برنامج حديث الصباح قناة الجزيرة الإخبارية
- 2010 برنامج قصتي مع الإسلام 13 حلقة قناة التواصل
- 2010 برنامج مع الله 100 حلقة أسماء الله الحسنى قناة شاعر الرسول
- 2010 برنامج شعراء حول الرسول 30 حلقة قناة شاعر الرسول
- 2010 برنامج العمارة الإسلامية 30 حلقة قناة شاعر الرسول
- 2011 برنامج صالون إبراهيم عيسى قناة الجزيرة مباشر مصر
- 2011 التقارير الخارجية لبرنامج مدرسة الحب مصطفى حسني قناة اقرأ مكة المكرمة - المدينة المنورة - القاهرة
- 2014 : 2015 التقارير الخارجية لبرنامج وجوه الرياضة قناة تلفزيون ج | السعودية - مصر - تركيا - قطر - روسيا - العراق
- 2014 : الآن التقارير الخارجية لبرنامج نون قناة تلفزيون ج | السعودية
- 2015 التقارير الخارجية لبرنامج عنبر قناة تلفزيون ج | السعودية
- 2015 : الآن التقارير الخارجية لبرنامج العمل الإبداعي قناة تلفزيون ج | السعودية - مصر - إيطاليا
- 2015 : الآن التقارير الخارجية لبرنامج المعلق الصغير قناة تلفزيون ج | السعودية - تركيا
- 2015 التقارير الخارجية لبرنامج تيجان النور قناة تلفزيون ج | السعودية
- 2015 : الآن التقارير الخارجية لبطولة كأس ج قناة تلفزيون ج | السعودية

## برنامج رواد الأعمال
- 2016:2018 : برنامج تليفزيوني أسبوعي بثته  قناة الجزيرة الإخبارية كل ثلاثاء في الخامسة والنصف عصراً بتوقيت مكة المكرمة وقد بدأ بث البرنامج ضمن الدورة البرامجية التي بدأت في نوفمبر 2016 مواكبة لمرور 20 عامًا على انطلاقة قناة الجزيرة وتوقف بثه في العام. 2018، وقد قدمت الشركة 73 حلقة من البرنامج، تم تصويرها ما بين مصر والسعودية واليمن والكويت وسلطنة عمان والبحرين والأردن ولبنان والسودان وتونس والمغرب والولايات المتحدة.

## برنامج خارج النص
- 2016:2018 : برنامج تليفزيوني أسبوعي بثته  قناة الجزيرة الإخبارية كل أحد في السابعة والنصف عصراً بتوقيت مكة المكرمة وقد بدأ بث البرنامج ضمن الدورة البرامجية  التي بدأت في نوفمبر 2016 .
- قدم البرنامج متابعة نقدية من خلال سلسلة أفلامه الوثائقية، لتفاصيل السجال الثقافي والسياسي التي طالت عددا من الأعمال الأدبية والفنية بالوطن العربي والعالم.. البرنامج يتناول في قالب توثيقي نوعي الأعمال الأدبية والفنية التي أثارت الجدل أو منعت من النشر أو طالها مقص الرقيب، وتسلط حلقات البرنامج الضوء على الظروف التي صاحبت إصدار العمل، وما تسبب فيه من جدل، والأجواء السياسية والفكرية التي ساهمت في ذلك، مع عرض آراء مختلفة حول العمل بين مؤيد ومعارض لمحتواه.
- قامت الشركة بتطوير فكرة البرنامج وإنتاج الحلقة التجريبية الخاصة به، تلى ذلك إنتاج 55 حلقة تناولت عشرات الكتب والأعمال الأدبية والسينمائية.

## إنتاج الحملات الإعلانية
- 2010 حملة قوتنا - JWT - فودافون مصر
- 2010 حملة أرشدني - جمعية الشيخ عيد بن محمد الخيرية - قطر
- 2010 حملة إغاثة الصومال - جمعية الشيخ عيد بن محمد الخيرية - قطر
- 2010 حملة وقفك ذخرك - الإدارة العامة للأوقاف - قطر
- 2010 حملة فكر بغيرك - الهلال الأحمر القطري - قطر
- 2011 إعلان إدارة الموارد البشرية - JWT - فودافون مصر
- 2014 حملة أخلاق رمضان - وزارة الأوقاف القطرية - قطر
- 2015 حملة الحج والعمرة - وزارة الأوقاف القطرية - قطر
- 2015 حملة اليوم الوطني - مجموعة محمد هايل - قطر
- 2016 حملة القمة الإعلامية العالمية WMS - شبكة الجزيرة الإعلامية - قطر
- 2016 إعلان الطلاب الجدد - جامعة قطر - قطر
- 2016 إعلانات مكيفات Gree - مجموعة التعاضد - ليبيا - قطر

## إنتاج البرامج الإذاعية
- 2013 برنامج رائد أعمال - راديو مصر

## إصدارات مطبوعة
- 2010 مجلة فُرجة
- 2013 مجلة رائد أعمال

## وصلات خارجية
- موقع الشركة على الإنترنت
- آي إف جي ميديا جروب  على فيسبوك.
- رواد الأعمال  على فيسبوك.